# Filialkirche Gmunden-Ort

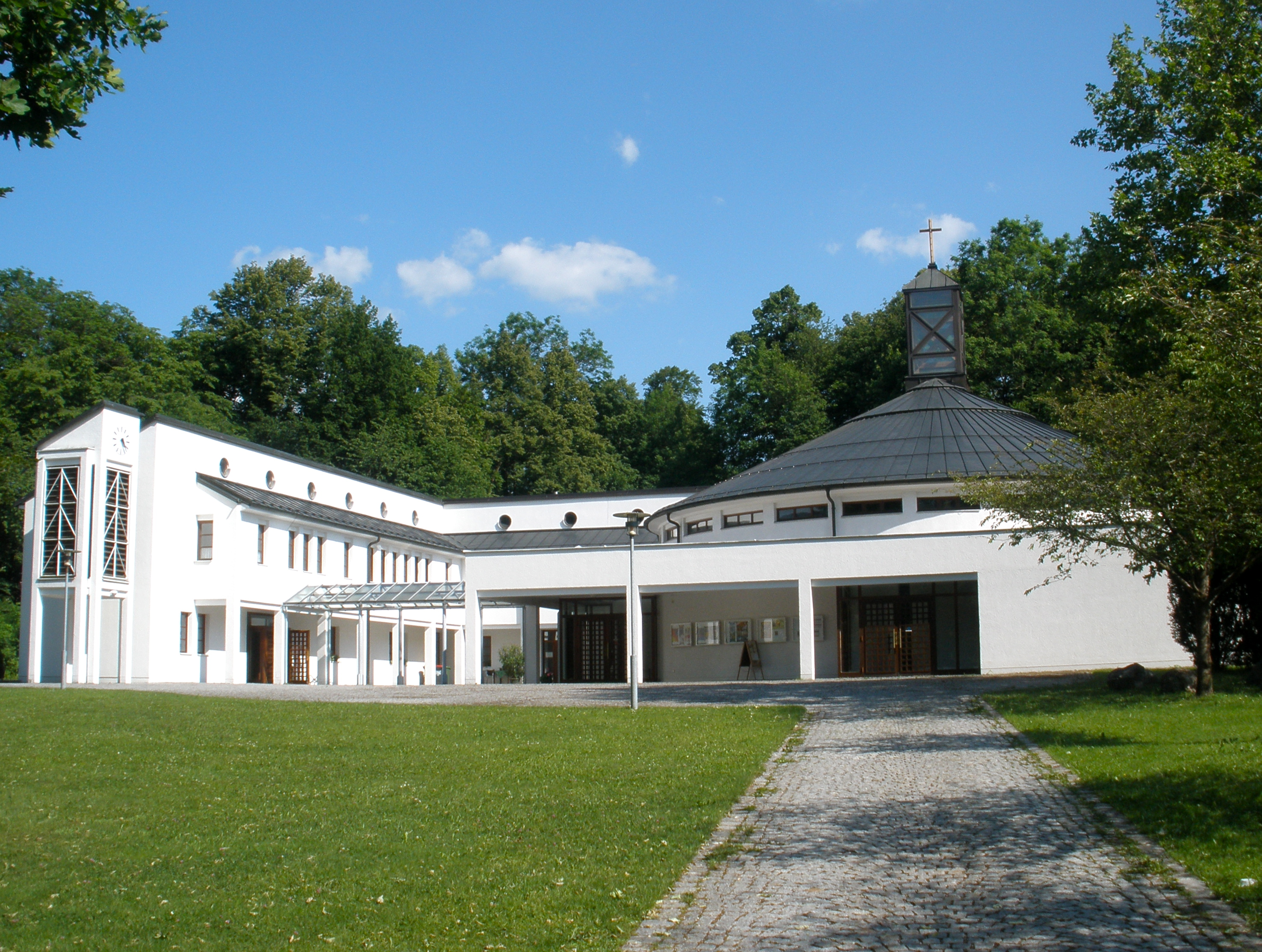
Katholische Filialkirche zum Auferstandenen Jesus in Gmunden-Ort

Die römisch-katholische Filialkirche Gmunden-Ort steht in der Katastralgemeinde Gmunden-Ort in der Stadtgemeinde Gmunden im Bezirk Gmunden in Oberösterreich. Die dem Patrozinium Auferstehung Jesu Christi unterstellte Filialkirche gehört zur Pfarre Gmunden im Dekanat Gmunden in der Diözese Linz. Die Kirche steht unter Denkmalschutz (Listeneintrag).

## Lagebeschreibung
Die Kirche steht an der Miller von Aichholzstraße 25 im Ortsteil Ort der Gemeinde Gmunden.

## Geschichte
Nachdem die Schlosskapelle im Schloss Ort zu klein für die Kirchenbesucher wurde, wurde der Bau einer neuen Kirche beschlossen. Am 15. August 1987 erfolgte der Spatenstich für die neue Kirche und genau ein Jahr später, am 15. August 1988, wurde der erste Gottesdienst in der noch unvollendeten Kirche gefeiert. Die Fertigstellung erfolgte am 24. Dezember 1988, was in der Christmette gefeiert wurde. Am 27. März 1989 wurde die Kirche geweiht. Dem ging die Glockenweihe voraus. Am 4. April 1994 konnte die Orgel und am 4. März 2001 der Kreuzweg in der Kirche geweiht werden. Von 1784 bis 2019 war Ort eigenständige Pfarre, bis sie mit der Pfarre Gmunden zusammengelegt wurde.

## Glasfenster
Das Glasfenster in der Altarwand zeigt in leuchtenden Farben und in einer deutlich erkennbaren Aufwärtsbewegung den Weg nach oben ins Licht. Es ist ein Symbol für die Auferstehung der Menschen. Es wurde von Peter Bischof geschaffen. Die Glasfenster vorne links und rechts wurden erst 1999, anlässlich des zehnjährigen Jubiläums eingesetzt. Beide stammen vom selben Künstler und stellen die biblischen Themen „Die Verklärung Christi“ auf der linken Seite und „Der Herr wird kommen in Herrlichkeit“ auf der rechten Seite dar.

## Ausstattung
Der Tabernakel wird durch ein Betonglasfenster von Peter Bischof hervorgehoben. Das Kreuz an der Altarwand entstand in der Zeit um 1780 und wurde von einem unbekannten Künstler geschaffen. Der Querbalken wurde in späterer Zeit hinzugefügt. Die aus Holz geschnitzte „Madonna mit Kind“ links vom Altarraum stammt vom Künstler Joseph Moser aus Neukirchen bei Altmünster. Den Kreuzweg schuf die Malerin Maria Schwarz aus Wien.

## Orgel
Die Orgel stammt vom Orgelbauer Bruno Riedl aus Linz. Sie hat 17 Register und verfügt über 1030 Pfeifen. Die Orgelweihe erfolgte am Ostermontag 1994 durch den Bischof von Linz, Maximilian Aichern.
Disposition
| I. Hauptwerk C–g‴ |       |
| Prinzipal         | 8′    |
| Rohrgedackt       | 8'    |
| Viola da Gamba    | 8′    |
| Oktav             | 4′    |
| Spitzflöte        | 4′    |
| Oktav             | 2′    |
| Mixtur            | 1 ⁄3′ |

| II. Positiv C–g‴ |        |
| Gedackt          | 8′     |
| Rohrflöte        | 4′     |
| Nasard           | 2 ⁄3′  |
| Principal        | 2′     |
| Terz             | 1 3⁄5′ |
| Quinz            | 1 ⁄3′  |
| Octave           | 1′     |

| Pedal C–f′ |     |
| Subbaß     | 16′ |
| Gedeckbaß  | 8′  |
| Fagott     | 16′ |